# 리스펙트 (2021년 영화)
《리스펙트》(영어: Respect)는 2021년 개봉한 미국의 전기 영화로, 가수 아레사 프랭클린의 삶을 다룬 작품이다. 리즐 토미가 감독을 맡았으며, 가수 겸 배우 제니퍼 허드슨이 아레사 프랭클린을 연기한다.

## 출연진
- 제니퍼 허드슨 - 아레사 프랭클린 역
  - 스카이 다코타 터너(아역)
- 포리스트 휘터커 - C. L. 프랭클린 역
- 말런 웨이언스 - 테드 화이트 역
- 오드라 맥도널드 - 바버라 시거스 프랭클린 역
- 마크 매런 - 제리 웩슬러 역
- 타이터스 버지스 - 제임스 클리블랜드 역
- 세이콘 셍블로 - 어마 프랭클린 역
- 헤일리 킬고어 - 캐럴린 프랭클린 역
- 테이트 도너번 - 존 해먼드 역
- 메리 J. 블라이지 - 디나 워싱턴 역
- 헤더 헤들리 - 클래라 워드 역
- 로드릭 D. 콜린스 - 스모키 로빈슨 역